# 秋保ヴィレッジ
秋保ヴィレッジ（あきうヴィレッジ）は、宮城県仙台市太白区に所在する観光農業施設。井ヶ田製茶株式会社・お茶の井ヶ田株式会社、秋保地区の農家が共同で運営する。

## 概要
秋保温泉街から東へ約1km、県道62号線沿いに位置する。県道と名取川に挟まれた約5haの土地に、物産館（アグリエの森）や農園（秋保わくわく農園）、庭園（秋保ヴィレッジガーデン）等が立地する。
地元農業の支援・里山の景観維持・新たな価値の創造を目的に、井ヶ田製茶が中心となって建設。今後、農家レストランの整備を行う他、菓子等の製造拠点の立地も検討。農業の6次産業化の拠点を目指す。

## 施設

### アグリエの森

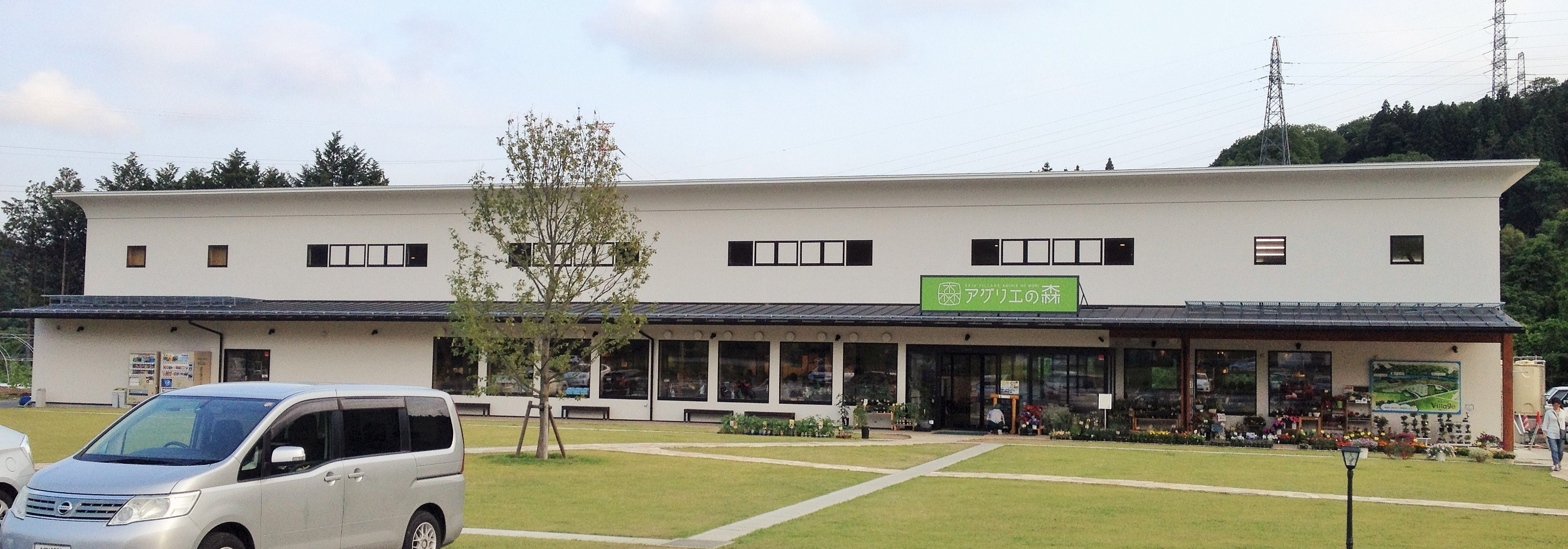
アグリエの森

宮城県内では最大級の純木造建築となる、約1,600m2の物産館。地元である仙台市や、周辺の川崎町・村田町・蔵王町等の農家が栽培した野菜や花き、果物の直売所や、ジャムやドレッシング等の加工食品を販売するコーナー、喜久水庵・千日餅本舗、フードコートからなる。千日餅・野菜カステラの製造工房も併設されている他、フードコートにはテラス席も設けられており、名取川を眺めることができる。
2016年11月には茶を使った足湯「茶っぽりん」を開設。

### 秋保わくわく農園
野菜や果物が栽培されており、収穫体験をすることが可能な農園。

### 秋保ヴィレッジガーデン
旧秋保村の形を模った庭園。

## 沿革
- 2014年（平成26年）
  - 6月28日 - プレオープン[1]。
  - 7月2日 - 開業。

## アクセス
公共交通機関
- バス : 宮城交通 - 中谷地バス停

車
- 東北自動車道 仙台南IC 約9分